# Соціальна смерть
Соціальна смерть — процес і результат самоусунення та / або виключення соціального суб'єкта з життя соціуму.
Головними ознаками соціальної смерті є:
- втрата свободи, як необхідна умова для самореалізації;
- втрата соціальної ідентичності, яка веде до неможливості самовизначення;
- заперечення особистістю загальноприйнятих норм і цінностей;
- усвідомлена відмова від взаємодії у сфері суспільного життя.

Соціальна смерть проявляється на різних рівнях суспільного життя.
- На мікрорівні, у малих групах, коли відбувається розрив зв'язків між людьми, наприклад, витіснення з колективу, відхід з сім'ї і т. д.
- На мезорівні — відмова людини від участі у діяльності соціальних інститутів (державних, громадських, політичних) і його вихід з релігійних, професійних, демографічних та інших спільнот.
- На макрорівні — неучасть індивіда в суспільному житті (монастирі, місці ув'язнення).
- На мегарівні — коли соціальні зв'язки між суб'єктами практично відсутні. Це може бути бродяжництво, вимушена робінзонада, відлюдність[1].